# Ignacio Mier Velazco

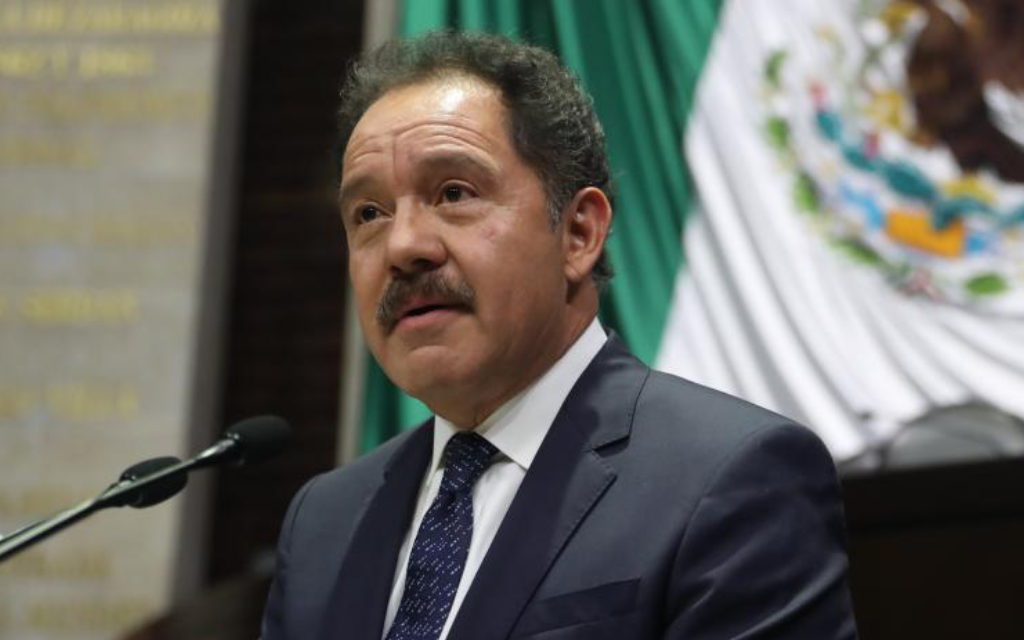
Moisés Ignacio Mier Velazco.

Moisés Ignacio Mier Velazco (nascido em 4 de janeiro de 1961) é um político mexicano que lidera o Movimento de Regeneração Nacional na Câmara dos Deputados do México. 